# Mitsuyasu Maeno
Mitsuyasu Maeno (jap. 前野光保 Maeno Mitsuyasu; ur. w 1947, zm. 23 marca 1976) – japoński aktor.

## Życiorys
Mitsuyasu Maeno urodził się w 1947 roku. Uczęszczał do klasy na Uniwersytecie Kalifornijskim w 1967 roku. Maeno był dwukrotnie żonaty, oba małżeństwa zakończyły się z rozwodem. Potem rozpoczął karierę aktorską. Wystąpił w około dwudziestu filmach pornograficznych. Popełnił samobójstwo 23 marca 1976.

## Filmografia
- Tokio Emmanuelle
- Tokyo Deep Throat